# Ageria
Ageria es un género con tres especies pendientes de ser aceptadas en la familia de las aquifoliáceas.

## Taxonomía
El género fue descrito por Michel Adanson y publicado en Familles des Plantes 2: 166. 1763.

## Especies
- Ageria mucronata Raf.
- Ageria ovalis Raf.
- Ageria uniflora Raf.